# Nyilas Zoltán
Nyilas Zoltán (1975. november 1.) a Pomáz-Csobánkai Református Társegyházközség vezetőlelkésze és az Északpesti Református Egyházmegye választási bizottságának elnöke. Nős, három gyereke van. Fiatalkorában Veresegyházon, majd Szokolyán lakott. 2006-ban megkapta a Szokolya díszpolgára címet. 2007. április 22-én iktatták be a Pomáz-Csobánkai Református Társegyházközség vezetőlelkészévé. Zoltán amellett, hogy a Pomáz-Csobánkai Református Társegyházközséget irányítja, a gyülekezeti ifjúsági életben is nagyon aktívan közreműködik. Az ifjúsági alkalmak  jelentős részét is ő maga tartja.

## Külső hivatkozások
- Nyilas Zoltán egyik szakdolgozata
- Nyilas Zoltán 2006-ban megkapta a Szokolya díszpolgára címet.
- Nyilas Zoltán Pomáz-Csobánkai lelkészi beiktatása[halott link]